# Lakaträsktjärnen
Lakaträsktjärnen är en sjö i Bodens kommun i Norrbotten och ingår i Luleälvens huvudavrinningsområde. Sjön har en area på 0,0555 kvadratkilometer och ligger 156,6 meter över havet.

## Delavrinningsområde
Lakaträsktjärnen ingår i det delavrinningsområde (735870-173938) som SMHI kallar för Utloppet av Lakaträsket. Medelhöjden är 191 meter över havet och ytan är 26,58 kvadratkilometer. Räknas de 39 avrinningsområdena uppströms in blir den ackumulerade arean 349,28 kvadratkilometer. Flarkån som avvattnar avrinningsområdet har biflödesordning 2, vilket innebär att vattnet flödar genom totalt 2 vattendrag innan det når havet efter 112 kilometer. Avrinningsområdet består mestadels av skog (61 procent). Avrinningsområdet har 5,53 kvadratkilometer vattenytor vilket ger det en sjöprocent på 20,8 procent.